# Xã Essex, Quận Stark, Illinois
Xã Essex (tiếng Anh: Essex Township) là một xã thuộc quận Stark, tiểu bang Illinois, Hoa Kỳ. Năm 2010, dân số của xã này là 624 người.